# Chinese waterree
Het Chinese waterree (Hydropotes inermis) is een zoogdier uit de familie van de hertachtigen (Cervidae). Hij komt voor in China en Korea. Het dier werd eind 19e eeuw in Groot-Brittannië geïntroduceerd. Een populatie komt daar nog steeds voor in East Anglia.

## Kenmerken
Het is een primitieve hertachtige, waarbij het gewei ontbreekt. Het mannetje heeft wel twee kleine slagtanden (ongeveer acht centimeter lang). De oren zijn opvallend groot. De snuit en de ogen zijn donker van kleur. Hij heeft een roodbruine zomervacht, die 's winters wordt vervangen door een dikke grijzig bruine vacht.
De waterree wordt ongeveer 100 cm lang, 50 tot 60 cm hoog en weegt tussen de 9 en 15 kg. De staartlengte is 6 tot 7,5 cm. Mannetjes worden groter dan vrouwtjes: mannetjes wegen tussen de 11 en de 14 kg, vrouwtjes tussen de 9 en de 11,5 kg.

## Leefwijze
Ze laten zich meestal in de schemering zien. Ze eten dan voornamelijk gras, zegge, wortelen, wilgenbladeren en -twijgen en gewassen. Het mannetje is territoriaal in de bronsttijd. Bij territoriale gevechten gebruikt hij zijn slagtanden. De waterree leeft solitair. Meerdere reeën kunnen zich wel verzamelen in voedselrijke gebieden.

## Verspreiding en leefgebied
De waterree leeft in moerassen, met riet begroeide rivieroevers, graslanden en weides.

## Voortplanting
De bronsttijd valt in december. De jongen worden tussen mei en juli geboren, na een draagtijd van ongeveer 176 dagen. Het vrouwtje krijgt 2 tot 4 (in China tot 6) kalveren per worp. Deze wegen bij de geboorte 800 gram. Bij de geboorte hebben de kalveren een lichtgevlekte vacht. De vlekken verdwijnen na een maand of twee. Ze worden na twee maanden gespeend en zijn na zes maanden geslachtsrijp. De Chinese waterree wordt maximaal elf jaar oud.

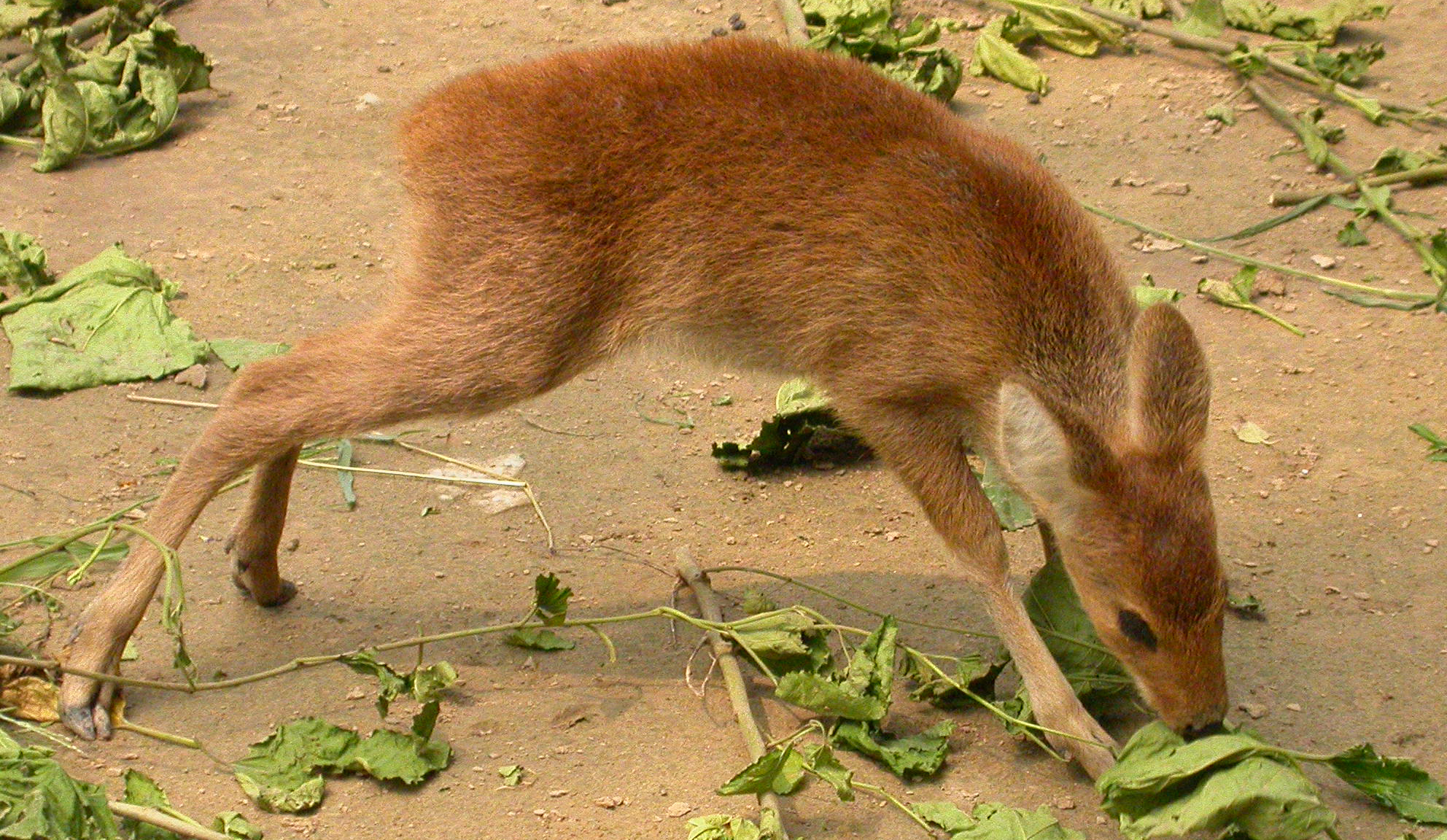
Een jonge Chinese waterree
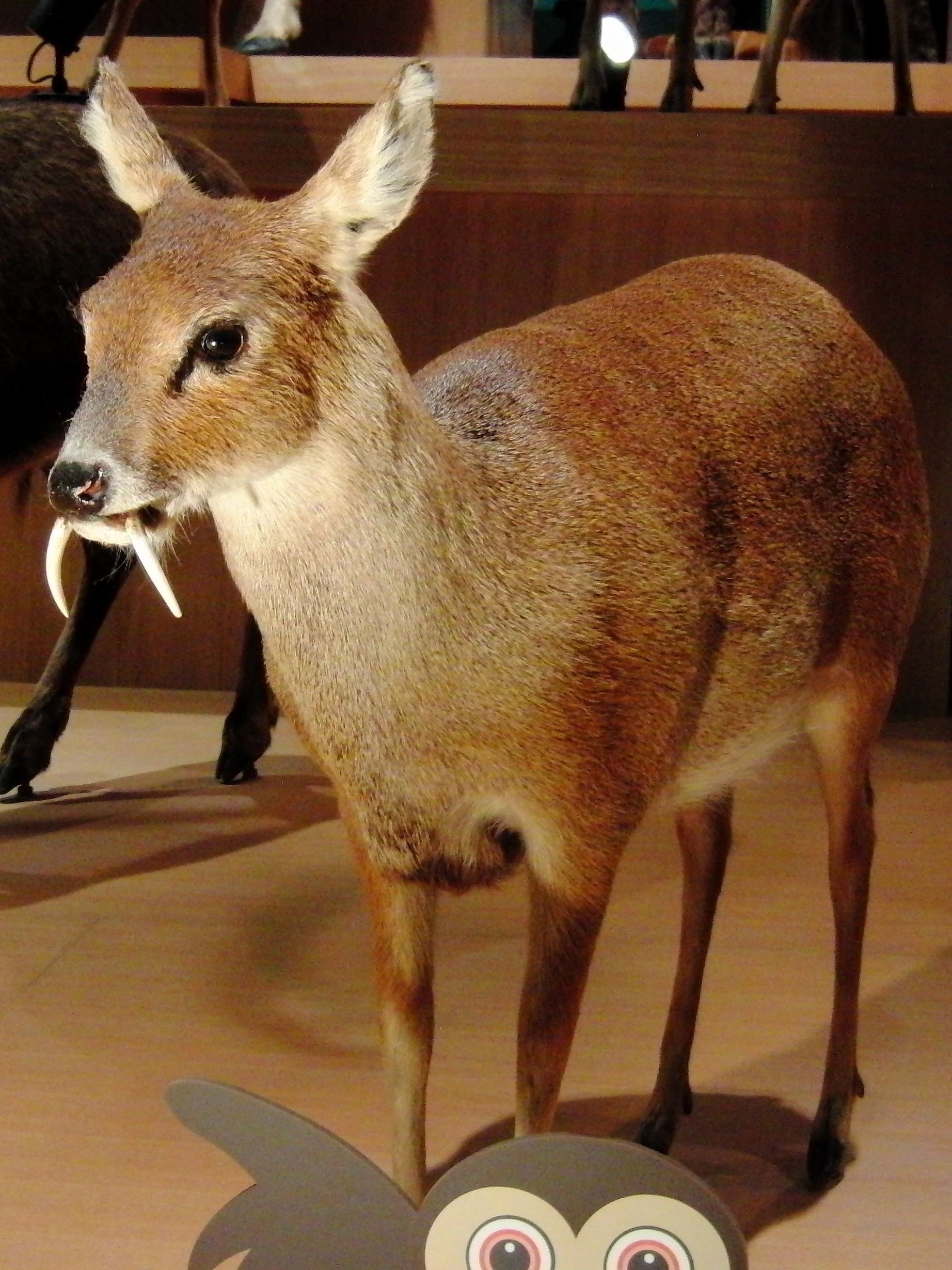
Opgezet exemplaar